# Хакимзаде, Мирмухсин
Мирмухсин Хакимзаде (азерб. Mirmöhsün Həkimzadə) — 9-й шейх аль-ислам мусульман Кавказа.

## Биография
Мирмухсин родился в семье шейха Али в 1882 году в Шемахе, районе Имамлы. Первое начальное образование он получил в доме у отца, позже был отправлен в Мешхед, Хорасан и Наджаф для продолжения образования. После семи лет отличного образования в городе Мешхеде ему было присвоено звание ахунда, а затем шейха. После завершения образования в 1914 году Мирмухсин Хакимзаде, вернувшийся в Шемаху, стал ближайшим помощником своего отца.
По распоряжению шейх аль-ислама Закавказья был назначен ахундом мечети «Имамлы» города Шемахи. В марте 1918 года, во время нападения отряда Степана Лалаяна на Шемаху, Мирмохсун Хакимзаде, взяв с собой мать, отправился оттуда в Галагайын.

### Советская эпоха
В 1928 году в доме Мирмухсина Хакимзаде были проведены проверки. Ювелирные изделия конфискованы, а самого его увезли в Баку, где он содержался в тюрьме в течение 6 месяцев, после был признан невиновным и отпущен, а его произведения, взятые с собой в Баку, был сожжены. После этого инцидента Мирмухсун навсегда переехал в Баку и начал работать разнорабочим в некоторых местах, спасаясь от репрессий. После учреждения духовного управления в 1943 году сюда стали приглашать ахундов, спасшихся от репрессий 1937 года, тогда то и ахунд Мирмухсин был избран заместителем председателя Духовного управления мусульман Кавказа.

### Шейх аль-ислам
После смерти прошлого шейх аль-ислама Аги-Ализаде в 1954 году был созван съезд Духовного Управления мусульман Закавказья, и председателем которого был избран шейх Мирмухсин Хакимзаде, находившийся на должности 12 лет. За время своего пребывания в должности Хакимзаде успел открыть новые мечети, возвести во многих мечетях минареты, построить новые медресе.
В поздравительной телеграмме по случаю для рождения имама Али, направленной шейх-аль исламу Мирмухсину Хакимзаде иранским послом в Москве Адемианом, говорилось: — «Уважаемому господину шейх-уль-исламу шейху Мохсуну Хакимзаде, защитнику ислама и народов. По случая праздника дня рождения господина верующих и лидера шиитов Али (да пребудет с ним мир!) поздравляю Ваше святейшество...».

## Смерть
Мирхухсин Хакимзаде умер в 1967 году в возрасте 85 лет.